# Parque Observatorio Cerro Calán
El Parque Observatorio Cerro Calán es un parque urbano ubicado en Santiago, Chile. Formado por el cerro Calán, el parque está emplazado en la comuna de Las Condes y en su etapa final tendrá 45 hectáreas.

## Historia
En 1954 la Sociedad Avenida Apoquindo loteó los terrenos de la Hacienda Apoquindo, que actualmente corresponde a la comuna de Las Condes, para iniciar un proceso de urbanización en la zona oriente de Santiago. Entre los terrenos se encontraba el Cerro Calán, el cual fue cedido a la Municipalidad para el desarrollo de áreas verdes.
A su vez, la Municipalidad de Las Condes ese mismo año firmó un convenio con la Universidad de Chile en el cual entregó a la casa de estudios el Cerro Calán para el emplazamiento del Observatorio Astronómico Nacional (OAN) bajo la promesa de que se convirtiera en parque.
En octubre de 2019 la Universidad de Chile y la Municipalidad de Las Condes firmaron un nuevo convenio de colaboración con el objeto de concretar el proyecto, dividiendo el cerro en seis zonas de administración compartida. De esta forma deciden abrir al público 45 hectáreas del cerro tanto para el uso recreacional, deportivo y educacional, como para propiciar la recuperación y conservación de la naturaleza del lugar.
En junio de 2021 abrió la primera etapa del parque, que consiste en un sendero peatonal de dos kilómetros de largo, que rodea al cerro Calán. Ese mismo año el proyecto fue nominado al Premio Aporte Urbano 2022
En julio de 2023 la alcaldesa de Las Condes, Daniela Peñaloza, anunció el inicio de la remodelación del Cerro Calán para incorporar tres kilómetros al paseo peatonal del sendero y, además, realizar un parque de 35 hectáreas el que contempla juegos infantiles y otras actividades.

## Galería

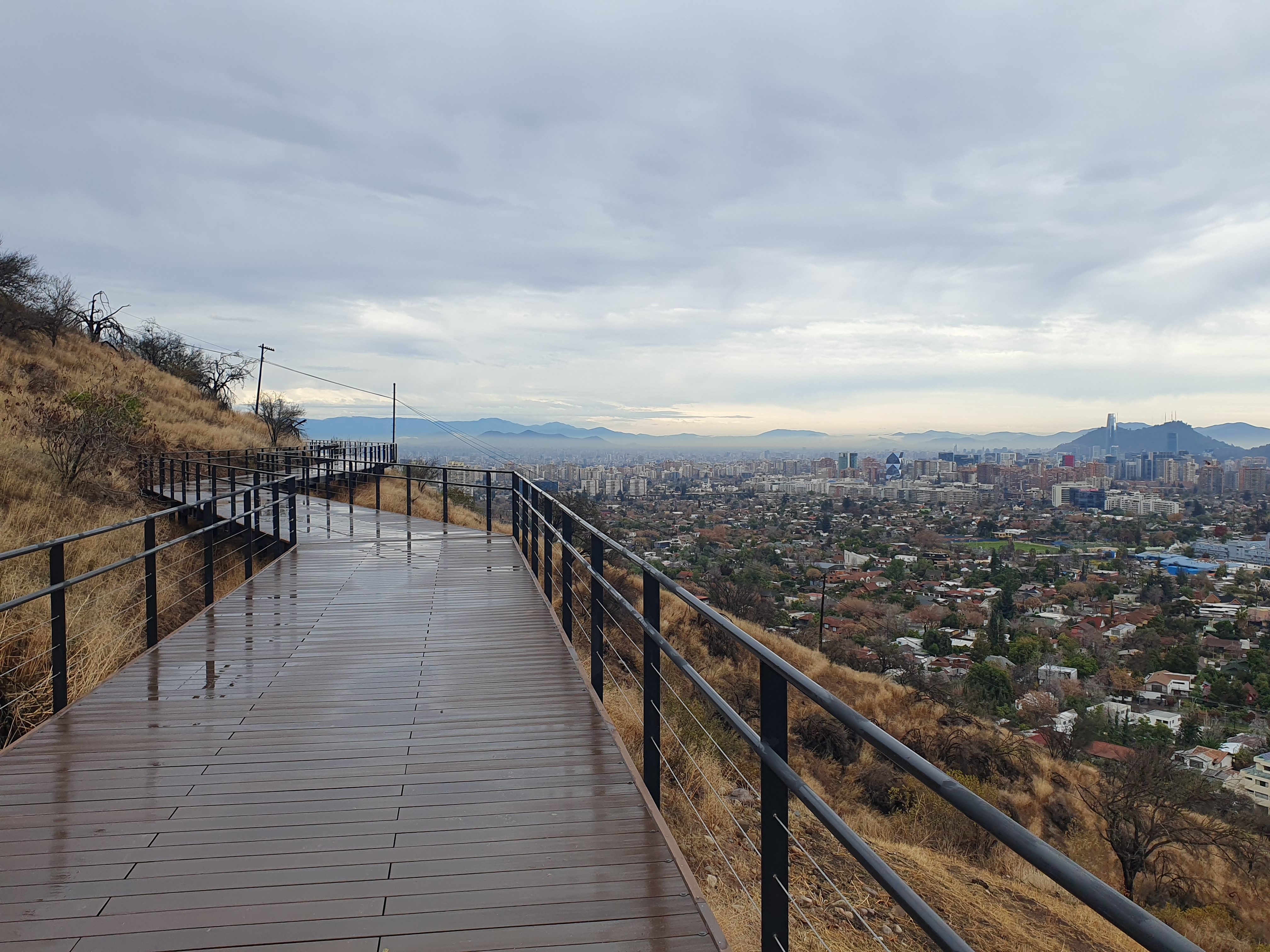
Sendero del Parque Observatorio Cerro Calán
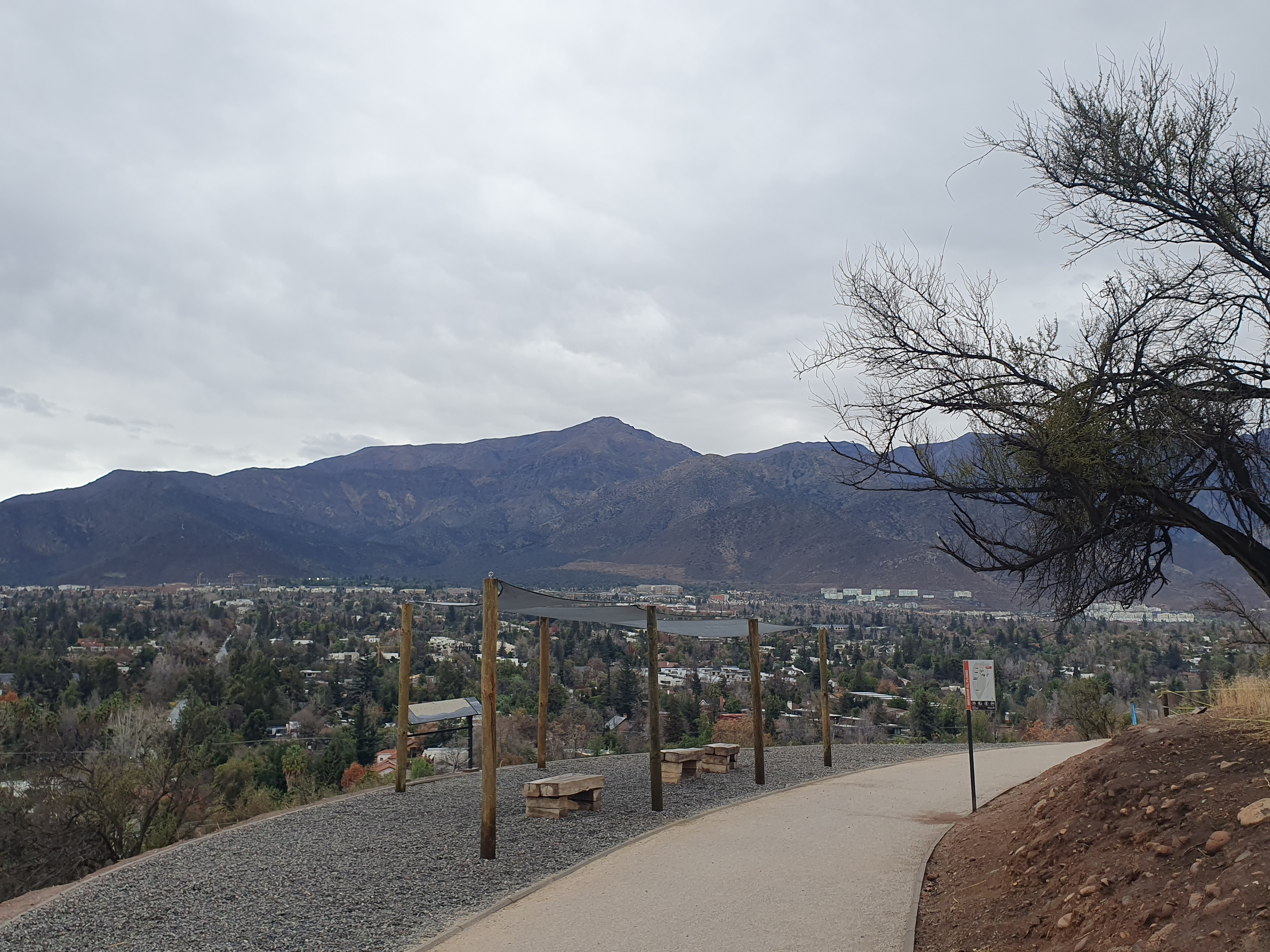
Mirador El Plomo
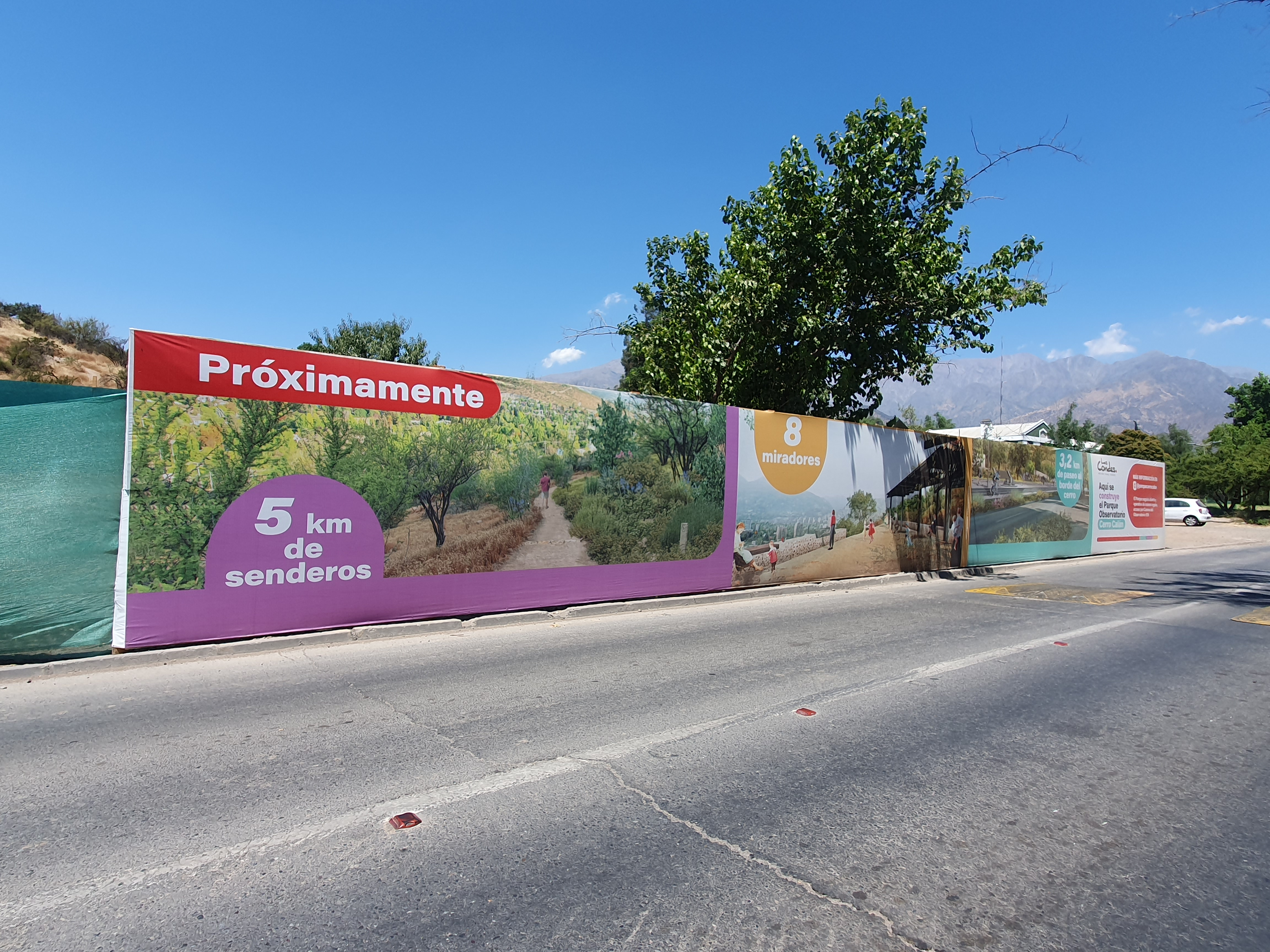
Sitio de obras de la remodelación del parque en 2024